# Ji-Paraná
Ji-Paraná város Brazíliában, Rondônia államban. Lakosainak száma 124 333 fő (2022). Ji-Paraná Vale do Anari, Presidente Médici, Colniza, Ministro Andreazza, Ouro Preto do Oeste, Rondolândia, Teixeirópolis, Theobroma, Urupá és Vale do Paraíso községekkel határos.

## Népesség
A település népességének változása:
| Lakosok száma | 116 610 | 131 560 | 124 333 |
|               | 2000    | 2016    | 2022    |